# Estructura algebraica
Una estructura algebraica és un conjunt d'elements amb unes propietats operacionals determinades. O sigui, allò que defineix l'estructura algebraica del conjunt són les operacions matemàtiques que es poden realitzar amb els elements del conjunt, i les propietats matemàtiques que aquestes operacions tenen en el conjunt.
Entre moltes altres estructures algebraiques que es poden descriure, per la seva importància destaquen:
- Els grups.
- Els anells.
- Els cossos.
- Els monoides.
- Els magmes.